# Alain Bonnand
Pour les articles homonymes, voir Bonnand.
Alain Bonnand, né en 1958 à Pont-Sainte-Maxence (Oise), est un écrivain français, également jury du Prix du Meurice aux côtés notamment de Frédéric Beigbeder et Patrick Besson.

## Œuvres
- Les Jambes d’Émilienne ne mènent à rien, Le Dilettante, 1986 ; Le Rocher, version augmentée, 1990.
- Martine résiste, Le Dilettante, 1988 ; augmenté en 2003.
- Les Mauvaises rencontres, Grasset, 1988.
- Feu mon histoire d’amour, Grasset, 1989.
- Je vous adore si vous voulez, Presses universitaires de France, 2003.
- Il faut jouir, Édith, Presses universitaires de France, 2004 ; La Musardine, 2013.
- Cécile au diable, choix de nouvelles, Mille et une nuits, 2004.
- Alexandrine, grande voyageuse à Paris, Alphée, 2010.
- Le Testament syrien (Valse avec Roland), Écriture, 2012.
- La Grammairienne et la Petite Sorcière, Serge Safran éditeur, 2015.
- Damas en hiver, Lemieux éditeur, 2016.
- Arthur Cauquin au Yémen, Serge Safran éditeur, mars 2020.
- La Valse seconde (On me dit que ma poule est un coq), éditions La Bibliothèque, mars 2020.